# 达尼埃莱·拉维亚
达尼埃莱·拉维亚（義大利語：Daniele Lavia，1999年11月4日—），意大利男子排球运动员。场上位置是主攻手。代表義大利參加了2020年和2024年奧運會。
2021年9月19日，他代表意大利夺得2021年欧洲男子排球锦标赛冠军，並個人獲得最佳主攻。
2022年9月11日，他代表意大利夺得2022年世界男子排球锦标赛冠军。

## 職業生涯
拉维亚目前效力於意大利排球联赛球隊特倫提諾排球，擔任主攻手。
2021年9月19日，他代表意大利國家隊夺得2021年欧洲男子排球锦标赛冠军，並個人獲得最佳主攻。
2022年9月11日，他代表意大利國家隊夺得2022年世界男子排球锦标赛冠军。

## 獎項

### 國家隊
- 2021年 - 歐洲男子排球錦標賽： - 冠軍
- 2022年 - 世界男子排球錦標賽： - 冠軍

### 國家隊个人荣誉
- 2021年 - 歐洲男子排球錦標賽：最佳主攻手

### 俱乐部隊
- CEV冠軍聯賽
  -  2023/2024 - 與特倫提諾排球

- 國內聯賽
  - 2021/2022  義大利超級盃，與特倫提諾排球
  - 2022/2023  義大利排球聯賽，與特倫提諾排球